# Marcelino Sánchez
Marcelino Sánchez (Cayey, 5 dicembre 1957 – Los Angeles, 21 novembre 1986) è stato un attore portoricano naturalizzato statunitense.

## Biografia
È famoso per il film culto di Walter Hill I guerrieri della notte (1979), dove interpretava Rembrandt, il componente della banda incline ai graffiti più che a menare le mani. Recitò anche nelle serie televisive The Bloodhoungh Gang e Hill Street giorno e notte.
Marcelino Sánchez morì nella sua casa a Hollywood il 21 novembre 1986, a 28 anni, per un cancro correlato all'AIDS.